# Théodore Pressac-Doré
Pour les articles homonymes, voir Pressac (homonymie) et Doré.
Théodore Pressac-Doré est un homme politique français né le 4 janvier 1759 à Civray (Vienne) et décédé le 2 juin 1833 au même lieu.
Procureur impérial à Civray sous le Premier Empire, il est député de la Vienne en 1815 pendant les Cent-Jours.

## Sources
- « Théodore Pressac-Doré », dans Adolphe Robert et Gaston Cougny, Dictionnaire des parlementaires français, Edgar Bourloton, 1889-1891 [détail de l’édition]